# Madagaskar i olympiska vinterspelen 2022
Madagaskar deltog i de olympiska vinterspelen 2022 som ägde rum i Peking i Kina mellan den 4 och 20 februari 2022.
Madagaskars lag bestod av en manlig och en kvinnlig alpin skidåkare. Båda åkarna var landets fanbärare vid öppningsceremonin. Den alpina skidåkaren Mathieu Neumuller var fanbärare vid avslutningsceremonin.

## Alpin skidåkning
Madagaskar kvalificerade en manlig och en kvinnlig alpin skidåkare till OS.
| Idrottare         | Gren                 | Åk 1    | Åk 1      | Åk 2             | Åk 2             | Totalt           | Totalt           |
| Idrottare         | Gren                 | Tid     | Placering | Tid              | Placering        | Tid              | Placering        |
| ----------------- | -------------------- | ------- | --------- | ---------------- | ---------------- | ---------------- | ---------------- |
| Mathieu Neumuller | Herrarnas storslalom | DNF     | DNF       | Gick inte vidare | Gick inte vidare | Gick inte vidare | Gick inte vidare |
| Mathieu Neumuller | Herrarnas slalom     | 1.07,90 | 48        | 1.02,88          | 43               | 2.10,78          | 41               |
| Mialitiana Clerc  | Damernas storslalom  | 1.08,71 | 52        | 1.07,31          | 42               | 2.16,02          | 41               |
| Mialitiana Clerc  | Damernas slalom      | 1.02,22 | 51        | 1.00,66          | 43               | 2.02,88          | 43               |